# Martin Fisch
Martin Fisch (født 26. januar 1993) er en dansk fodboldspiller.

## Karriere

### FC Helsingør
Efter en måneds prøvetræning med FC Helsingør blev det den 3. februar 2017 offentliggjort, at Fisch skiftede til klubben. Her skrev han under på en korttidskontrakt gældende frem til sommeren 2017. Han fik sin debut i NordicBet Ligaen den 26. marts 2016, da Andreas Holm måtte sidde over med en hjernerystelse. Dette var begyndelsen på et forår, hvor han var inde og ude af holdet, men i løbet af slutningen af 2016-17-sæsonen blev stamspiller med ti kampe i alt i foråret.
Denne kontrakt blev i juni 2017 forlænget med to år, efter at den gamle kontrakt stod til at udløbe ved udgangen af juni måned.
I midten af januar 2019 forlod Fisch FC Helsingør. Det blev begrundet i manglende overstemmelse mellem formiddagstræninger i FC Helsingør og civil karriere.